# Amillis
 Amillis ist eine französische Gemeinde mit 821 Einwohnern (Stand 1. Januar 2022) im Département Seine-et-Marne in der Region Île-de-France. Sie gehört zum Arrondissement Meaux und zum Kanton Coulommiers.

## Geografie
Die Gemeinde Amillis liegt am Aubetin, etwa 30 Kilometer südöstlich von Meaux und 60 Kilometer östlich des Pariser Stadtzentrums.

## Bevölkerungsentwicklung
| Jahr      | 1962 | 1968 | 1975 | 1982 | 1990 | 1999 | 2007 | 2021 |
| Einwohner | 562  | 537  | 555  | 507  | 609  | 685  | 762  | 811  |

## Sehenswürdigkeiten
- Kirche Saint-Pierre, Monument historique seit 1927[1]